# Rochefort-Montagne
Rochefort-Montagne is een gemeente in het Franse departement Puy-de-Dôme (regio Auvergne-Rhône-Alpes). De plaats maakt deel uit van het arrondissement Clermont-Ferrand. Rochefort-Montagne telde op 1 januari 2022 846 inwoners.

## Geografie
De oppervlakte van Rochefort-Montagne bedroeg op 1 januari 2022 17,45 vierkante kilometer; de bevolkingsdichtheid was toen 48,5 inwoners per km².

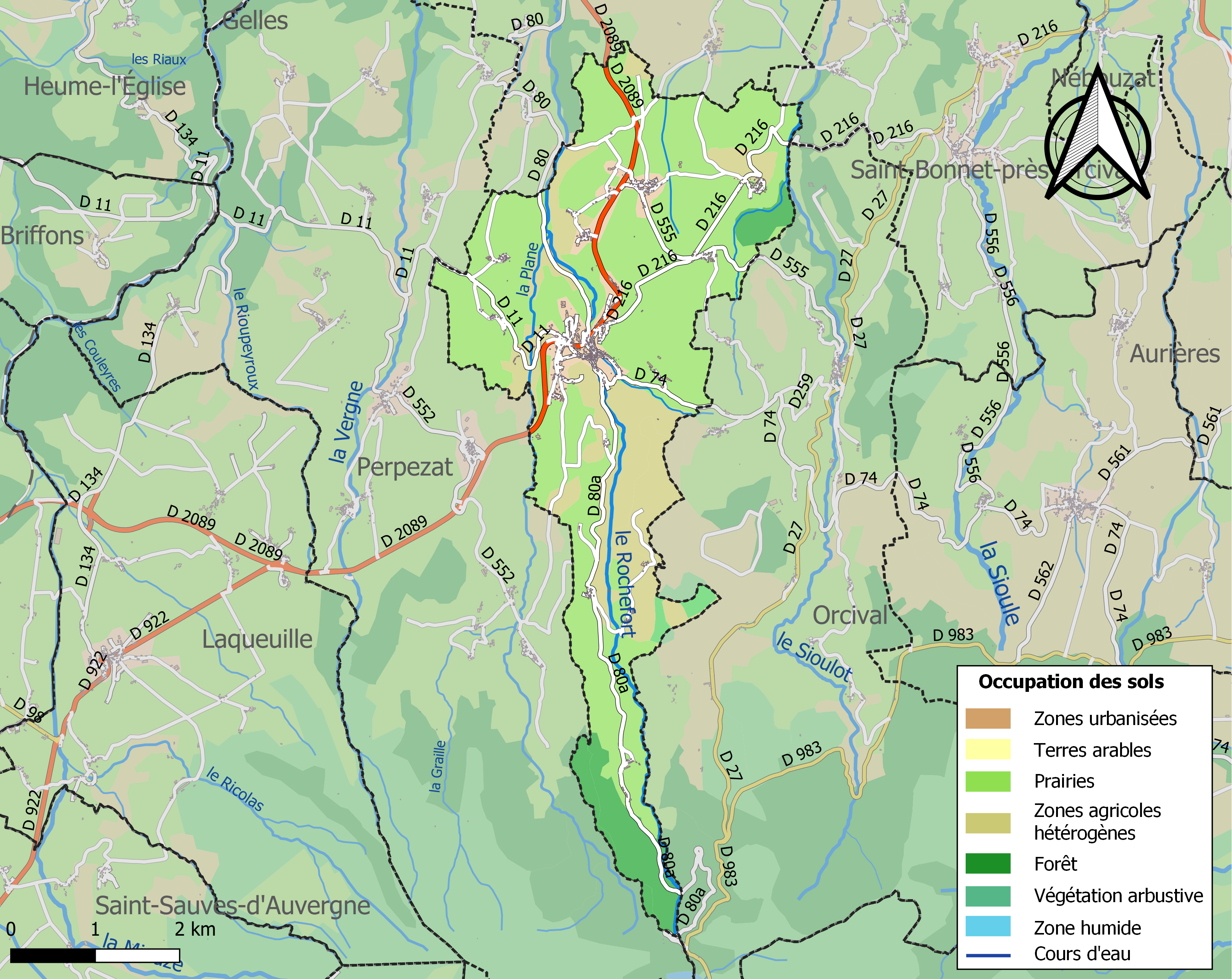
Kaart van de gemeente met belangrijkste infrastructuur, bodemgebruik en omliggende gemeenten

## Demografie
Onderstaande figuur toont het verloop van het inwonertal (bron: INSEE-tellingen).

## Afbeeldingen

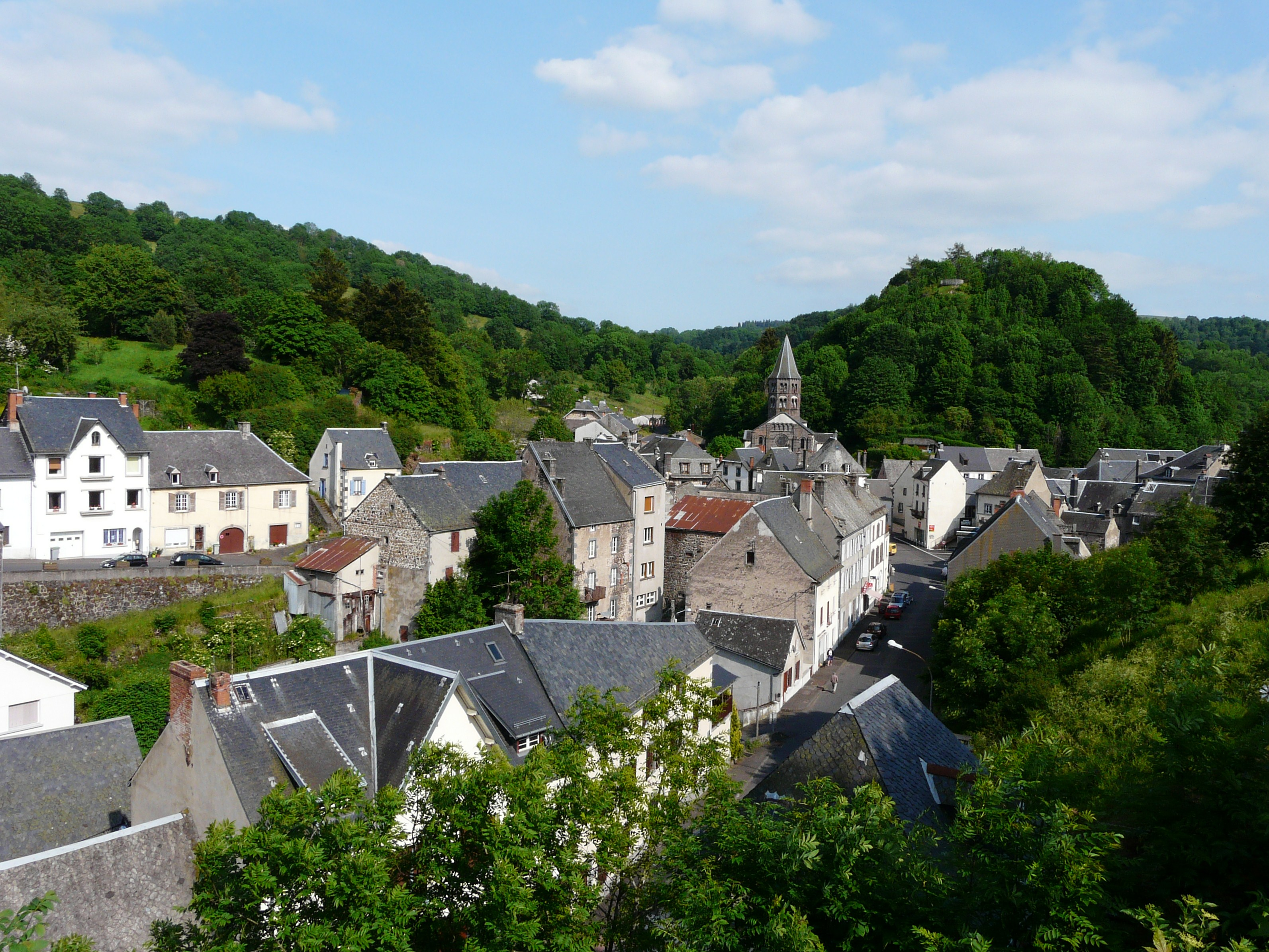
Gezicht op het dorp
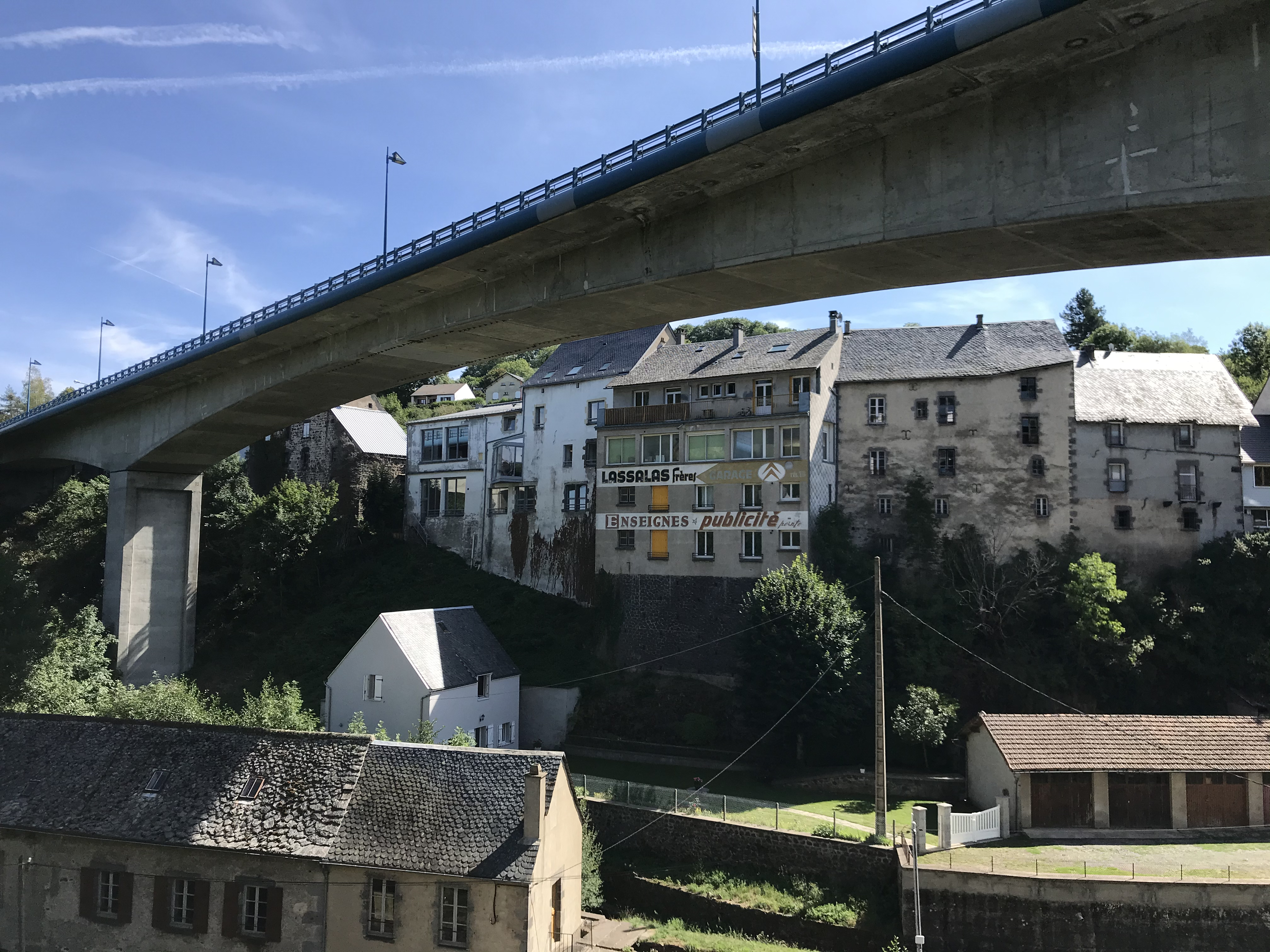
Viaduct
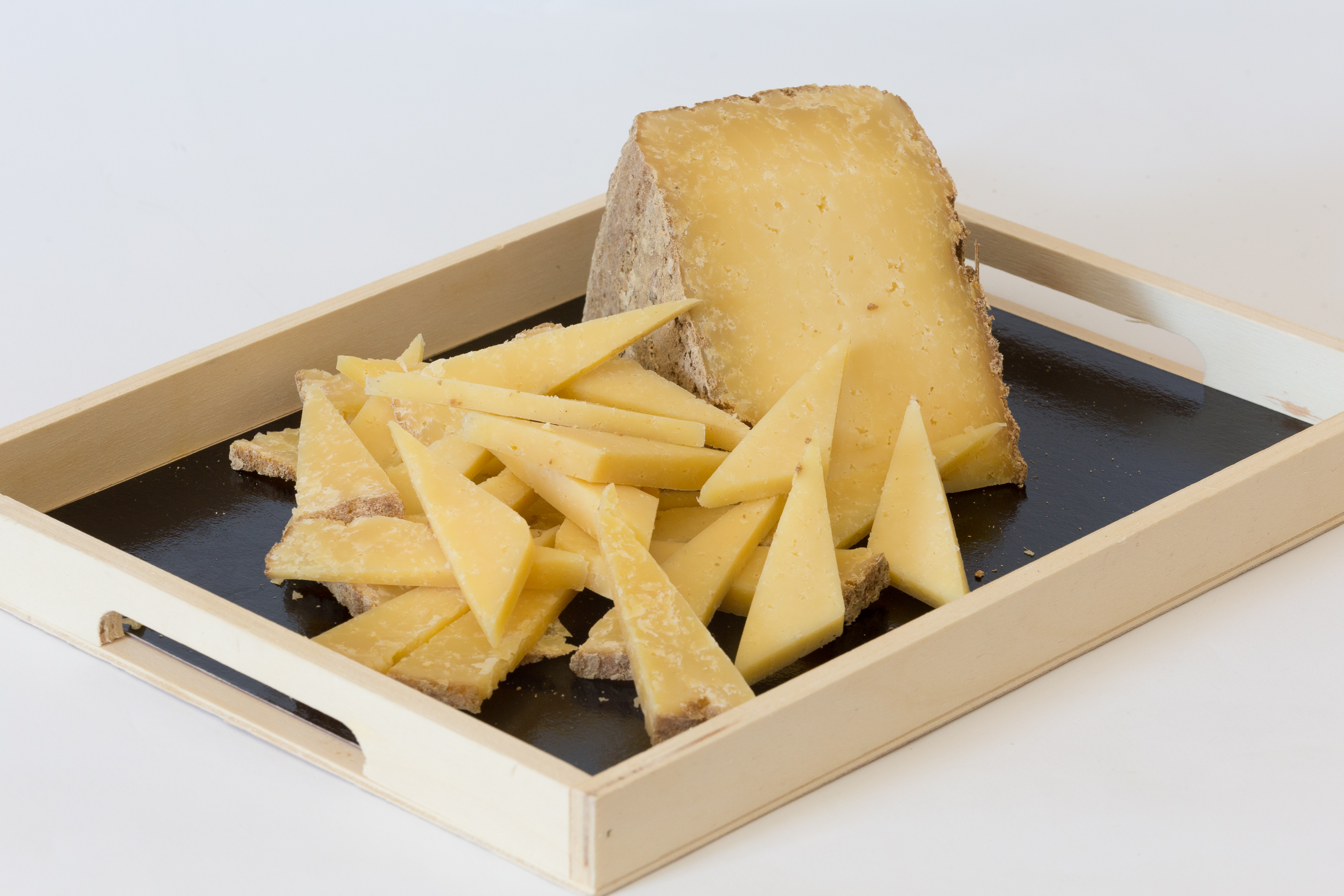
Fourme de Rochefort